# Wijngaarden (Niederlande)
Wijngaarden ist ein Ort in der Provinz Südholland in den Niederlanden. Wijngaarden gehört seit der kommunalen Neugliederung 2019 zur Gemeinde Molenlanden. Von 2013 bis 2019 gehörte es zur Gemeinde Molenwaard; davor war es seit 1986 Teil von Graafstroom.
Wijngaarden hat 730 Einwohner auf einer Fläche von 6,38 km².